# Acris
Genre
Acris est un genre d'amphibiens de la famille des Hylidae.

## Répartition
Les trois espèces de ce genre se rencontrent dans l'est des Rocheuses, dans le sud de l'Ontario au Canada et dans le Nord du Coahuila au Mexique.

## Liste des espèces
Selon Amphibian Species of the World (4 juin 2017) :
- Acris blanchardi Harper, 1947
- Acris crepitans Baird, 1854
- Acris gryllus (LeConte, 1825)

## Publication originale
- Duméril & Bibron, 1841 : Erpétologie générale ou Histoire naturelle complète des reptiles, vol. 8, p. 1-792 (texte intégral).